# Grammatik

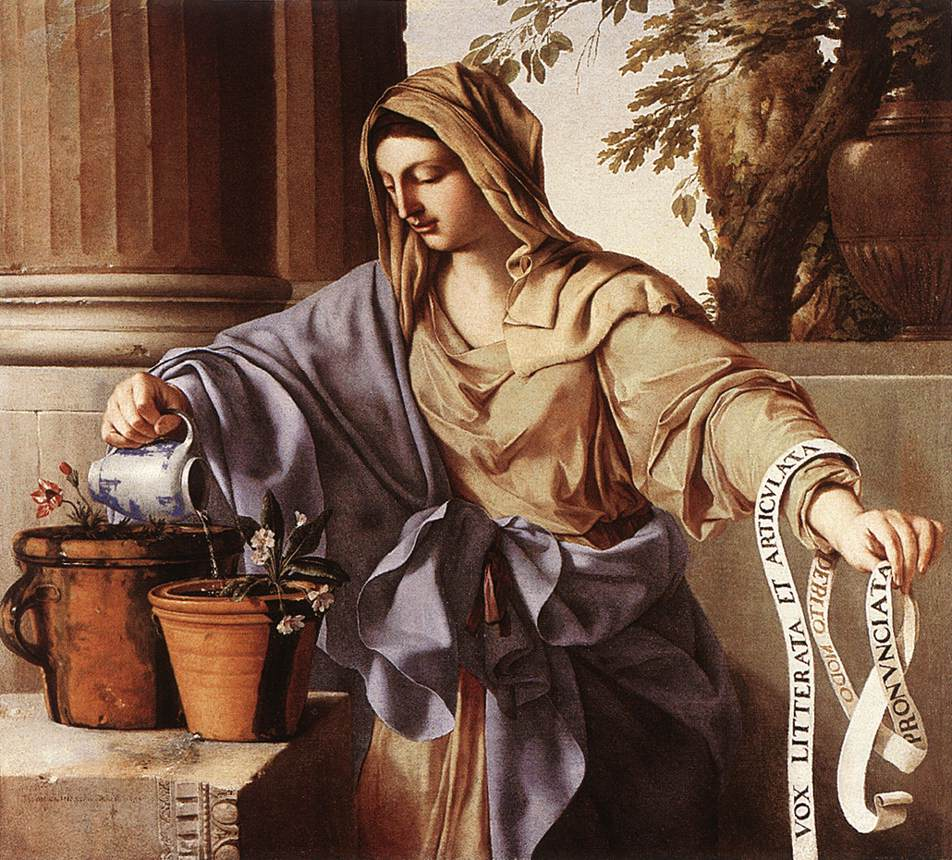
Die Grammatik, allegorisch dargestellt als Gärtnerin, Gemälde von Laurent de La Hyre (1650)

Die Grammatik oder auch Sprachlehre (lateinisch [ars] grammatica, altgriechisch [τέχνη] γραμματική [téchnē] grammatikḗ, deutsch ‚Kunst des Schreibens‘, von altgriechisch γράμμα grámma, deutsch ‚Geschriebenes‘, ‚Buchstabe‘) bezeichnet in der Sprachwissenschaft (Linguistik) jede Form einer systematischen Sprachbeschreibung. Dabei steht der Begriff der Grammatik zum einen für das Ergebnis, also eine einzelne Darstellung einer Sprache, zum anderen aber auch für die Struktur der Sprache als solche bzw. Theorien hierüber (Grammatiktheorie). Teile der neueren grammatischen Forschung, maßgeblich angeregt von Noam Chomsky, behandeln die Frage, wie weit sich natürliche Sprachen mit dem Instrumentarium beschreiben lassen, das auch zur Beschreibung formaler Sprachen dient.
Die Adjektive grammatisch und grammatikalisch (von spätlateinisch grammaticalis) werden manchmal synonym in den Bedeutungen „die Grammatik betreffend“ oder „den Regeln der Grammatik entsprechend“ verwendet. Teilweise wird dem Wort grammatikalisch die letztere Bedeutung jedoch nicht zugewiesen, besonders in der Linguistik und anderen relevanten wissenschaftlichen Fächern. Entsprechend ist als negierte Form ungrammatisch (für „nicht den Regeln der Grammatik entsprechend“) deutlich gebräuchlicher.

## Die Abgrenzung der Grammatik von anderen Gebieten
Grammatik ist zum einen der Begriff für ein Wissensgebiet, das Gegenstand der „Grammatiktheorie“ ist, also das sprachliche System selbst, in seiner abstrakten Form. In der Sprachwissenschaft umfasst dieser Begriff alle Bereiche, in denen die Gliederung sprachlicher Einheiten untersucht wird, also die Formen und den inneren Aufbau von Wörtern (d. h. die Morphologie), den Bau von Sätzen (Syntax), die Lautlehre (Phonologie) sowie die Bedeutungslehre (Semantik), soweit sie sich auf Regeln zum Aufbau von sprachlicher Bedeutung bezieht.
Zum anderen bezeichnet man mit dem Ausdruck „eine Grammatik“ eine konkrete Beschreibung einer Einzelsprache. Hier werden dann oft auch weitere Gebiete mitbehandelt, auch wenn sie nicht Gegenstand der Grammatiktheorie sind: etwa Stilistik, Rhetorik und Verslehre (Metrik), in einigen Grammatiken, besonders historischer Sprachen, auch Zahlendarstellung, Maße und Gewichte sowie Zeitrechnung.
Nicht zur Grammatik zählt die Untersuchung der Vorgänge im Gebrauch einer Sprache, die von Pragmatik, Diskursanalyse oder Soziolinguistik sowie in anderer Hinsicht von der Phonetik behandelt werden. Allerdings ergeben sich aus diesen Gebieten sehr wohl oft Rückwirkungen auf die Beschreibung des Sprachsystems.

## Arten von Grammatiken
Hinsichtlich der Zielsetzungen kann man zwischen präskriptiven oder normativen (vorschreibenden) Grammatiken einerseits und deskriptiven (beschreibenden) Grammatiken andererseits unterscheiden. Eine normative Grammatik verfolgt das Ziel, eine bestimmte Form einer Sprache als verbindlichen Standard zu lehren. Als „grammatisch falsch“ wird dann bezeichnet, was nicht diesem Standard entspricht. Im Gegensatz hierzu ist es der Ansatz der deskriptiven Grammatik, eine Sprache so zu beschreiben, wie kompetente Muttersprachler sie tatsächlich spontan verwenden (ohne das Gesagte als Versprecher zu empfinden). Es erfolgt in dieser Perspektive dann keine Unterscheidung in „guten“ und „falschen bzw. schlechten Sprachgebrauch“ (so dass bestimmte Formen vermieden werden sollen), sondern strittige grammatische Erscheinungen können ggf. bestimmten Sprechstilen, Verwendungssituationen, Textsorten oder sozialen Gruppen als typisch zugeordnet werden, aber ansonsten aus neutraler Warte dokumentiert werden. Ein deskriptiver Ansatz führt also in der Regel dazu, verschiedene Varietäten (Sprachvarianten) anzuerkennen, die durch ihre soziale Bewertung charakterisiert werden können. Der Begriff „grammatisch falsch“ reduziert sich dann auf grammatische Erscheinungen, die in keiner Varietät einer Sprache vorkommen. Im erfassten Inhalt müssen sich normative und deskriptive Grammatiken nicht zwingend stark unterscheiden, da auch die Festlegung einer Standardvariante zunächst ihre Beschreibung voraussetzt. Auch können deskriptive Grammatiken normalerweise nicht die ganze Breite der Variation abdecken, sondern behandeln oft eine idealisierte Form, also eine Standardvariante einer Sprache.
Eine weitere Unterscheidung ist die zwischen wissenschaftlicher Grammatik, die die Grammatik als ein System erforscht und mit wissenschaftlichen Grundlagenfragen verknüpft, im Gegensatz zu didaktischen Grammatiken, also Grammatiken, die dem Sprachunterricht dienen. Bei letzteren steht meist im Vordergrund, dass sie zum Erwerb einer intuitiven Sprachbeherrschung anleiten sollen. Didaktische Werke, die vornehmlich nur auf ein Sprachverstehen zielen (zum Beispiel Lesefähigkeit bei toten Sprachen), werden manchmal auch als rezeptive Grammatik bezeichnet. Im 19. Jahrhundert und danach findet sich manchmal auch die Bezeichnung „Konversationsgrammatik“ im Titel didaktischer Grammatiken.

## Geschichte

### Grammatiken im alten Indien
In dem indischen Sanskrit wirkten Yaska (7. Jahrhundert v. Chr.) und Panini.

### Grammatiken in der Antike und im Mittelalter
Als Schöpfer einer wissenschaftlichen Grammatik gelten die griechischen Sophisten, insbesondere Protagoras, dem unter anderem die Benennung der drei Geschlechter (Genera) und die Unterscheidung der Tempora und Modi zugeschrieben werden. Dionysios Thrax verfasste später eine bekannte Grammatik.
In der Spätantike wurde die Grammatik die erste der sieben freien Künste (septem artes liberales). Zusammen mit Rhetorik und Dialektik, d. h. Logik, bildete sie hier das Trivium.
Viele der Regeln und Termini wurden von römischen Gelehrten und Grammatikern übernommen und auf das Latein übertragen und hielten so Einzug in das europäische, kirchlich geprägte Mittelalter. Dabei blieben auch die logischen und philosophischen Überlegungen erhalten und schlugen sich im Universalienstreit nieder. Die Beschäftigung mit Grammatik beschränkte sich daher lange Zeit auf die wichtigen in der Bibel (dem Alten und Neuen Testament) und ihren Übersetzungen vorkommenden Sprachen, das Griechische, das Lateinische und auch das Hebräische. Ein großer Teil der Diskussionen bezog sich allerdings hauptsächlich auf semantische Aspekte und ihre theologischen Implikationen. Denn die Grammatik wurde wie die übrigen Artes liberales zuallererst als eine Propädeutik der Bibelhermeneutik betrachtet. Erst mit Luthers Bibelübersetzung und dem Zeitalter der Reformation löste man sich von der Fixierung auf das Lateinische.
Zu den bekannten und auch im Spätmittelalter noch bedeutsamen Verfassern lateinischer Grammatiken gehörten beispielsweise im 4. Jahrhundert Aelius Donatus sowie im frühen 13. Jahrhundert Alexander von Villa Dei mit seiner auf Donatus beruhenden Reim-Grammatik Doctrinale.

### Grammatiken in der Neuzeit
Lag der Schwerpunkt des Interesses im Mittelalter noch bevorzugt in semantischen Fragen, so setzten sich mit der Erforschung des Sanskrit durch Friedrich Schlegel und Franz Bopp und mit der Entdeckung der indogermanischen Sprachen wieder grammatische Interessen und konventionalistische und relativistische Positionen durch.
Aus der Vergleichenden Sprachwissenschaft entwickelte Anfang des 20. Jahrhunderts Ferdinand de Saussure die Theorie von der Sprache als synchronem System, die die Grundlage der strukturalistischen Linguistik des 20. Jahrhunderts darstellt. Ohne Einflüsse aus der Philologie entstanden durch die Arbeiten von George Boole und Gottlob Frege zur selben Zeit die ersten formalen Systeme, die sich von den Vorlagen einer bestimmten Sprache zu lösen versuchten.
Eine Einteilung solcher formalen Sprachen und der ihnen zugrunde liegenden Grammatiken entwickelte Noam Chomsky. Dabei erzeugen Grammatiken eines bestimmten Typs innerhalb der Chomsky-Hierarchie genau die Sätze und Ausdrücke einer Sprache, die von einem bestimmten Interpreten erkannt werden, und sie erzeugen alle Sätze und Ausdrücke, die erkannt werden können. Interpreten sind in solchen Fällen einer formalen Grammatik abstrakte Rechenmaschinen aus der Automatentheorie. Solche formalen Grammatiken, besonders die kontextfreie Grammatik, finden Verwendung in der Informatik in Untersuchungen über Compiler und Interpreter. Aber auch in der Philosophie und Wissenschaftstheorie finden solche Sprachen Verwendung, genauso wie in Forschungsrichtungen der deskriptiven Grammatik.
Deskriptive Grammatiken unterscheiden sich von formalen Grammatiken insofern, als sie sich aus einem empirischen Forschungsansatz ergeben. Sie beschäftigen sich mit den natürlichen Sprachen, denen im Allgemeinen eine größere Ausdrucksstärke zugesprochen wird. Der Linguist sichtet erst eine bestimmte Menge an Ausdrücken und Sätzen, die zu einer Sprache gehören. Kriterium dafür, dass bestimmte Ausdrücke und Sätze zu einer Sprache gehören, kann vor allem ihr Vorkommen in der geschriebenen Sprache und Literatur sein, aber auch die Akzeptanz der Ausdrücke in einer Sprachgemeinschaft. Dann versucht er, diese Ausdrücke durch Regeln zu erzeugen. Dabei steht die Vollständigkeit der erklärten Phänomene im Gegensatz zu einem ökonomischen Prinzip der Einfachheit.
Eher regelgeleitete, auf der Syntax basierende Grammatiken, die mit möglichst wenig Annahmen und Regeln auskommen, sind vor allem die aus Chomskys Generativer Grammatik entstandene Rektions- und Bindungstheorie und das Minimalistische Programm. Erweiterungen rein syntaktischer Regeln durch semantische findet man in der Generalized Phrase Structure Grammar sowie in den Unifikationsgrammatiken, zum Beispiel der Head-driven Phrase Structure Grammar oder der lexikalisch-funktionalen Grammatik. Semantische Ansätze, die vor allem mit Strukturen von Lexikoneinträgen arbeiten, sind die Dependenzgrammatiken und die Grammatik Richard Montagues.